# Эйн-соф

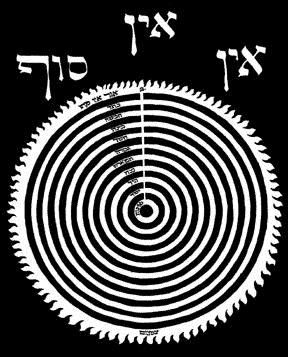
Эйн Соф

Эйн Соф (Эн Соф, Эн-соф) (др.-евр. אֵין סוֹף‬ — «Бесконечное»; лат. En Sof, En-Sof, En-sof), также Аин — вечное бытие потенциальной множественности творческих сил в абсолютно едином Существе; каббалистический термин, синоним Бога; отражает его мистичность и непознаваемость вне связи с миром. Прочие имена Бога выражают его отношение с сотворённым миром.
Эйн Соф олицетворяет беспредельность Бога, существовавшего, как полагали каббалисты, до сотворения мира — непостижимое ничто, и затем явившего себя как Бог-Творец (Элохим). Символ источника Божьего света.
Термин Эйн Соф появляется среди иудеев Прованса в XIII веке, и его авторство приписывается Исааку Слепому.
Аналогии в других традициях:
- «Единое» в неоплатонизме,
- «Брахман» в индийской философии,
- «Ади-Будда» в буддизме махаяны и ваджраяны,
- «Gottheit» у Майстера Экхарта,
- «Ungrund» у Якоба Бёме.